# Heinrich Rudolf Schinz
Heinrich Rudolf Schinz (Zurigo, 30 marzo 1777 – 8 marzo 1861) è stato un medico e naturalista svizzero.
Schinz fu anche curatore della società di storia naturale di Zurigo, e fu l'autore di molte importanti opere zoologiche. Questi comprendono Das Thierreich (1821-4), Naturgeschichte und Abildungen der Reptilien (1833-4), e Europäsche Fauna (1840).

## Biografia
Schinz nacque a Zurigo e studiò medicina a Würzburg e a Jena. Nel 1798 ottiene un dottorato in medicina e nello stesso anno torna a Zurigo per praticarla. Nel 1804 cominciò ad insegnare all'istituto medico, e nel 1833 divenne professore di storia naturale all'università di Zurigo.
| Schinz è l'abbreviazione standard utilizzata per le specie animali descritte da Heinrich Rudolf Schinz. Categoria:Taxa classificati da Heinrich Rudolf Schinz |